# Kehler Fußballverein 1907 e.V.
Kehler Fußballverein 1907 e.V. é uma agremiação esportiva alemã, fundada em 1907, sediada em Kehl, no estado de Baden-Württemberg.

## História
A equipe, criada em 1907, atuou no terceiro nível, a Amateur Südbaden entre 1958 a 1966, e 1970 a 1974. Após várias temporadas alternando entre a Landesliga Südbaden (VI) e a Verbandsliga Südbaden (V), o FV avançou à Oberliga Baden-Württemberg (V), após conseguir um segundo lugar na Verbandsliga e passar com sucesso pelos play-offs na temporada 2007-2008.

## Títulos
- Verbandsliga Südbaden Vice-campeão: 2008;
- Landesliga Südbaden Campeão: 2006;
- South Baden Cup: Campeão: 1957;

## Cronologia recente
A recente performance do clube:
| Temporada | Divisão                    | Módulo | Posição |
| 1999–2000 | Landesliga Südbaden I      | VI     |         |
| 2000–01   | Landesliga Südbaden I      | VI     | 1ª ↑    |
| 2001–02   | Verbandsliga Südbaden      | V      | 13ª ↓   |
| 2002–03   | Landesliga Südbaden        | VI     | 1ª ↑    |
| 2003–04   | Verbandsliga Südbaden      | V      | 17ª ↓   |
| 2004–05   | Landesliga Südbaden I      | VI     | 3ª      |
| 2005–06   | Landesliga Südbaden I      | VI     | 1ª ↑    |
| 2006–07   | Verbandsliga Südbaden      | V      | 5ª      |
| 2007–08   | Verbandsliga Südbaden      | V      | 2ª ↑    |
| 2008–09   | Oberliga Baden-Württemberg | V      | 15ª     |
| 2009–10   | Oberliga Baden-Württemberg | V      | 11ª     |
| 2010–11   | Oberliga Baden-Württemberg | V      | 11ª     |
| 2011–12   | Oberliga Baden-Württemberg | V      | 10°     |